# Lagune de Negombo
La lagune de Negombo est une grande lagune à Negombo, au sud-ouest du Sri Lanka.
La lagune est alimentée par un certain nombre de petites rivières et un canal. Il est relié à la mer par un étroit canal au nord, près de la ville de Negombo.
Il est entouré d'une région densément peuplée contenant des rizières, des plantations de cocotiers et des prairies. La terre est utilisée pour la pêche (notamment crabes et crevettes) et l'agriculture.
Le lagon possède de vastes mangroves et attire une grande variété d'oiseaux aquatiques, notamment des cormorans, des hérons, des aigrettes, des goélands, des sternes et d'autres échassiers.